# Wahida Amiri
Wahida Amiri (Afeganistão, 1990) é uma advogada afegã e ativista dos direitos das mulheres. Ela fundou e liderou o grupo Movimento Espontâneo de Mulheres Combatentes do Afeganistão, em protesto contra a ordem do Talibã que priva as mulheres de seus direitos à educação, ao trabalho e à vida pública após seu retorno ao poder no Afeganistão, em agosto de 2021. Ela foi presa e mantida detida durante dias sob a acusação de ser espiã de potências estrangeiras e de liderar um levante contra o Talibã. Antes do regresso dos talibãs ao Afeganistão, Wahida Amiri dirigia uma biblioteca privada para mulheres em Cabul. Ela foi nomeada uma das 100 mulheres mais influentes do mundo pela BBC, em 2022.

## Antecedentes
Wahida Amiri tinha acabado de se matricular numa escola primária quando os talibãs chegaram ao poder pela primeira vez, em 1996, e ordenaram que todas as escolas para meninas e mulheres fossem fechadas e as mulheres trabalhadoras voltassem a se ocupar apenas das atividades domésticas. Sua família mudou-se para o Paquistão como refugiada, onde Wahida trabalhava apenas em atividades domésticas. Wahida assistiu ao atentado de 11 de Setembro de 2001 ao World Trade Center quando era uma menina refugiada no Paquistão, mas não compreendeu como o incidente teria impacto na sua vida até que as tropas americanas expulsaram os Talibã do poder.
Após a expulsão dos Talibãs e o regresso do regime democrático no Afeganistão, quando ela tinha 15 anos, Wahida Amiri e sua família regressaram a Cabul, onde ela continuou sua vida doméstica. O que mudou cinco anos depois, quando seu primo a matriculou em uma escola e se formou em Direito. Após a formatura, ela abriu uma biblioteca particular em Cabul, onde incentivou mulheres e meninas a estudar.

## Ativismo
Em Agosto de 2021, o Afeganistão voltou às mãos dos Talibãs e mulheres e meninas foram novamente proibidas de frequentar a escola e de trabalhar em locais públicos. Mas Wahida continuou a gerir sua biblioteca e incentivou as mulheres a estudarem secretamente nesse espaço, como uma alternativa à escola aberta. O Talibã destruiu a biblioteca quando a descobriu. Wahida saiu então à rua chamando outras mulheres para se juntarem a ela em protesto, exigindo direitos iguais para as mulheres. Depois de se juntar a outras mulheres, ela nomeou o seu grupo Movimento Espontâneo de Mulheres Combatentes do Afeganistão e liderou-o em protesto contra o Talibã. Quando um comandante talibã lhe perguntou por que razão estava protestando, ela afirmou: "Não podem me tratar como uma cidadã de segunda classe. Sou uma mulher e sou igual a vocês."
Quando o Talibã começou a reprimir as mulheres manifestantes, o grupo de Wahida foi para uma casa segura e lá permaneceu até que o Talibã descobriu o local, as prendeu e as levou ao Ministério do Interior, onde foram questionadas sobre a motivação do protesto e quem o estava financiando. Foram mantidas detidas durante 19 dias, durante os quais foram forçadas a confessar que estavam sendo patrocinadas por forças externas para protestar contra os talibãs. A filmagem da confissão forçada foi transmitida em rede nacional. Quando foram libertadas, disseram-lhes para "ir para casa e cozinhar", pois o lugar deles era a cozinha.